# Bühl, Bern
Bühl är en ort och kommun i distriktet Seeland i kantonen Bern, Schweiz. Kommunen har 489 invånare (2023).